# 阿茲足球會
阿茲足球會（Ards Football Club）是一間位於北愛爾蘭北部紐敦納茲的足球會，於1900年成立，現時參加北愛爾蘭冠軍足球聯賽，雖然阿茲足球會位於紐敦納茲，但主場設於北部班戈。球會主色是紅色和藍色。阿茲足球會目前唯一一次奪得頂級聯賽冠軍在1957–58年賽季，當時以16勝4和2負壓倒衛冕冠軍基拿雲，同時首次獲得參加歐洲冠軍球會盃的機會。在1958–59年歐洲冠軍球會盃在外圍賽遇上法國冠軍兰斯，他們總比數以3比10不敵對手出局。

## 歐洲賽成績
| 賽季    | 賽事           | 階段         | 球會      | 主場   | 作客   | 總計 |
| ------- | -------------- | ------------ | --------- | ------ | ------ | ---- |
| 1958–59 | 歐洲冠軍球會盃 | 外圍賽       | 蘭斯      | 1–4    | 2–6    | 3–10 |
| 1969–70 | 歐洲盃賽冠軍盃 | 第一圈外圍賽 | 羅馬      | 0–0    | 1–3    | 1–3  |
| 1973–74 | 歐洲足協盃     | 第一圈外圍賽 | 標準列治  | 3–2    | 1–6    | 4–8  |
| 1974–75 | 歐洲盃賽冠軍盃 | 第一圈外圍賽 | PSV燕豪芬 | 1–4    | 0–10   | 1–14 |
| 1997    | 歐洲足協圖圖盃 | 第三組       | 安特衛普  | 0–1    | 不適用 | 5th  |
| 1997    | 歐洲足協圖圖盃 | 第三組       | 薩拉米斯  | 不適用 | 1–4    | 5th  |
| 1997    | 歐洲足協圖圖盃 | 第三組       | 歐塞爾    | 0–3    | 不適用 | 5th  |
| 1997    | 歐洲足協圖圖盃 | 第三組       | 洛桑体育  | 不適用 | 0–6    | 5th  |

## 球會榮譽
- 北愛爾蘭超級足球聯賽《頂級》

 冠軍 (1)：1957–58
- 北愛爾蘭冠軍足球聯賽《第二級》

 冠軍 (4)：2000–01 2010-11 2012-13 2015-16
- 愛爾蘭盃: 4

 冠軍 (4)：1926–27, 1951–52, 1968–69, 1973–74
- 北愛爾蘭聯賽盃

 冠軍 (1)：1994–95
- 北愛爾蘭金盃

 冠軍 (2)：1953–54, 1973–74
- 阿爾斯特盃

 冠軍 (1)：1973–74
- 布拉克尼特盃

 冠軍 (1)：1973–74
- 安特里姆郡盾

 冠軍 (3)：1955–56, 1971–72, 1993–94

## 外部鏈接
- 阿茲足球會網站 （页面存档备份，存于）
- 阿茲 - 愛爾蘭足球會項目統計和結果